# وولوکاپتر ۲-ایکس
وولوکاپتر ۲-ایکس (به انگلیسی: Volocopter 2X) یک بالگرد ربات خودمختار دوسرنشین چندملخی و الکتریکی است. این بالگرد محصول شرکت وولوکاپتر آلمان است که نخستین پرواز خود را در سال ۲۰۱۳ میلادی انجام داد و در سال ۲۰۱۸ در خط تولید قرار گرفت.

وولوکاپتر ۲ایکس توسعه یافته از دو پیش‌نمونه به نام‌های وی‌سی۱ و وی‌سی۲ است که در سال ۲۰۱۱ پرواز کرده بودند. در سال ۲۰۱۷ میلادی، یک کمک‌هزینه تحقیقاتی به ارزش ۲۵ میلیون دلار از سوی شرکت دایملر آگ به شرکت وولوکاپتر داده شد تا این شرکت در راه توسعه و تحقیقات با کمبود مالی روبرو نشود.

سرانجام در سال ۲۰۱۸ میلادی این محصول در خط تولید قرار گرفت که توسط شرکت دی‌جی فلوزیوبا تولید می‌گردد. باتری این محصول در حالت شارژ معمولی، طی مدت ۱۲۰ دقیقه و در قابلیت شارژ سریع نیز طی ۴۰ دقیقه شارژ می‌شود. وزن این بالگرد ۲۹۰ کیلوگرم است و تنها ۲۷ دقیقه مداومت پروازی دارد.

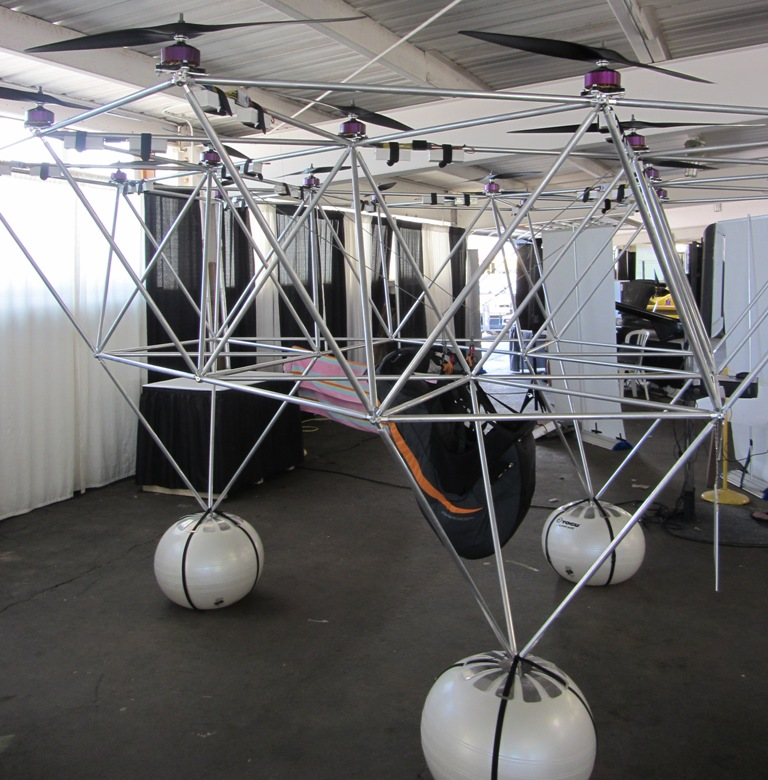
وولوکاپتر وی‌سی۲ (پیش‌نمونه)

## مشخصات

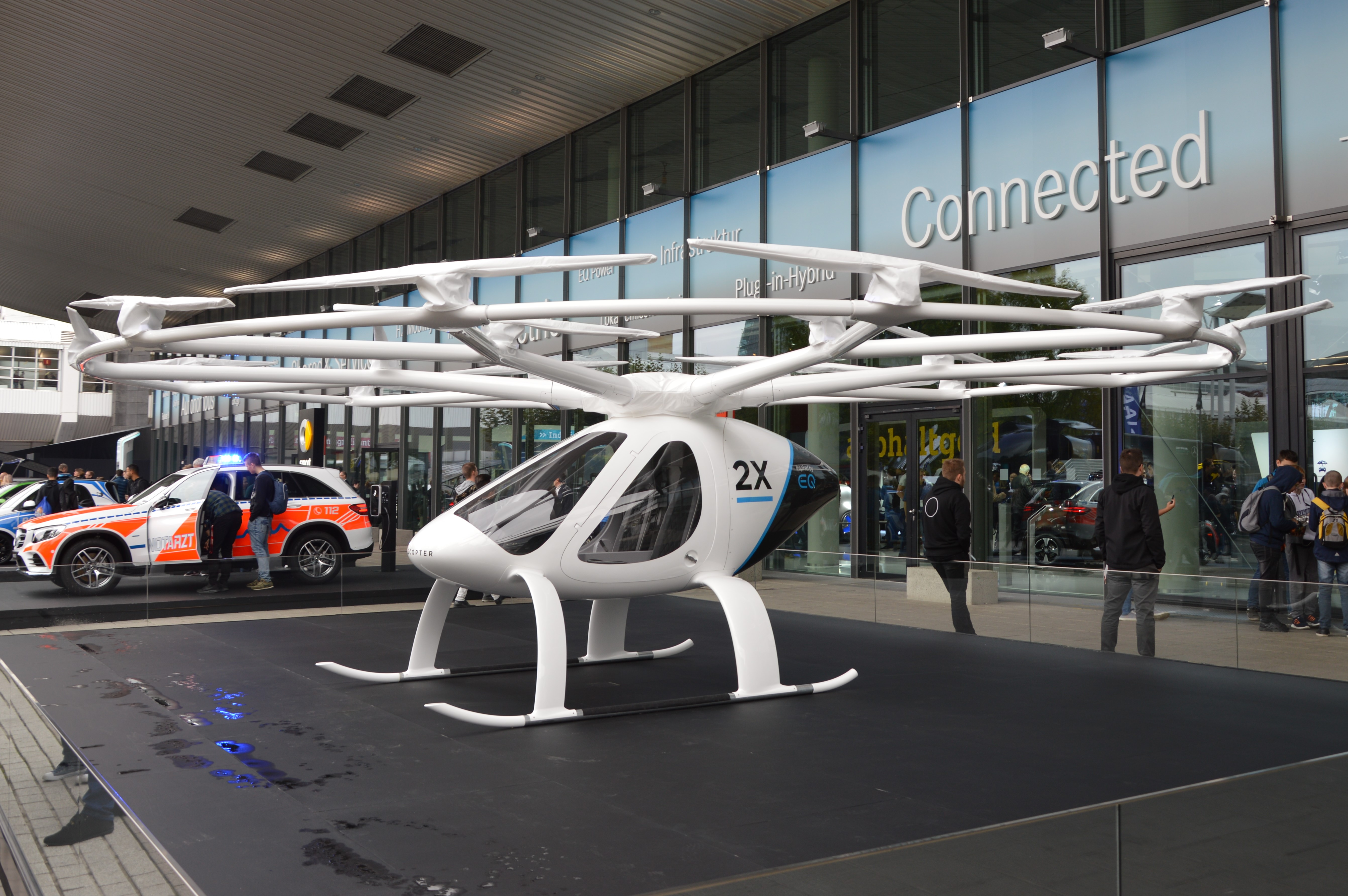
وولوکاپتر ۲-ایکس (مدل نهایی در خط تولید)

داده‌ها از the manufacturer
ویژگی‌های عمومی
- خدمه: one
- ظرفیت: one passenger
- طول: ۳٫۲۰ متر (۱۰ فوت ۶ اینچ) حلقه ملخهای بیرونی
- عرض: ۹٫۱۵ متر (۳۰ فوت ۰ اینچ) ملخهای درونی
- ارتفاع: ۲٫۱۵ متر (۷ فوت ۱ اینچ)
- وزن خالی: ۲۹۰ کیلوگرم (۶۳۹ پوند)
- وزن ناخالص: ۴۵۰ کیلوگرم (۹۹۲ پوند)
- پیشرانه: ۱۸ عدد  موتور الکتریکی همگام‌ساز سه‌فاز دی‌سی
- قطر روتور اصلی: ۱۸ عدد ۱٫۸۰ متر (۵ فوت ۱۱ اینچ)
- مساحت روتور اصلی: ۴۵٫۸ متر مربع (۴۹۳ فوت مربع) (total)

عملکرد
- حداکثر سرعت: ۱۰۰ کیلومتر بر ساعت (۶۲ مایل بر ساعت، ۵۴ گره)
- بُرد: ۲۷ کیلومتر (۱۷ مایل، ۱۵ مایل دریایی) at 70 km/h
- مداومت پروازی: ۲۷ دقیقه
- حداکثر ارتفاع: ۲٬۰۰۰ متر (۶٬۶۰۰ فوت)
- نرخ صعود: ۳ متر بر ثانیه (۵۹۰ فوت بر دقیقه)
- بارگیری دیسک: ۹٫۸ کیلوگرم بر متر مربع (۲٫۰ پوند بر فوت مربع)